# 小久保徳子
小久保 徳子（こくぼ のりこ、1958年6月15日 - ）は、ウェブ同窓会「この指とまれ!」の設立者で運営企業である株式会社ゆびとまの元経営者であり、株式会社アイシーティアイの東京ブランチ所属。長崎県西彼杵郡高島町（現・長崎市）出身。

## 来歴
高島町立高島小学校（現・長崎市立高島小学校）、長崎市立土井首中学校、長崎県立長崎東高等学校、千代田電算機学院卒業。卒業後、千代田コンピュータサービス株式会社（現・三菱電機インフォメーションテクノロジー）入社。1990年に有限会社ヌーベルバーグを創業、同社代表取締役。
出身高校の同窓会の案内をきっかけにインターネット上での仮想同窓会を着想、自らシステム構築をして同窓会サイト「この指とまれ!」を1996年5月に開設した。2000年にはヌーベルバーグを株式会社ゆびとまに改組、同社代表取締役。2001年、日経ウーマンオブザイヤー受賞。2005年、ゆびとま代表取締役を退任、同社取締役名誉顧問となる。
2006年2月5日執行の長崎県知事選挙に無所属で立候補、民主党国会議員などの支援を受けつつ、市民団体「虹の県民連合」を中心とした無党派候補として戦ったが、現職の金子原二郎に大差で敗れた。

## 著書
- 答えはいつも半歩先―ウェブ同窓会『この指とまれ!』誕生物語（2001年、悠飛社刊 ISBN 4946448926）